# Unte Mungkur III
Unte Mungkur III is een bestuurslaag in het regentschap Tapanuli Tengah van de provincie Noord-Sumatra, Indonesië. Unte Mungkur III telt 1637 inwoners (volkstelling 2010).